# Тютчева, Анна Фёдоровна
А́нна Фёдоровна Тю́тчева (21 апреля (3 мая) 1829, Мюнхен — 11 (23) августа 1889 ) — дочь поэта Ф. И. Тютчева, фрейлина Высочайшего двора, жена И. С. Аксакова, мемуаристка; разделяла взгляды славянофилов.

## Биография
Старшая дочь Ф. И.Тютчева от первой жены Элеоноры Фёдоровны Петерсон (1800—1838) родилась в Германии, получила образование в Мюнхенском королевском институте.
В Россию приехала восемнадцатилетней девушкой.
До 23 лет проживала в поместье Овстуг Орловской губернии. Из-за стеснённого материального положения семьи поэт ходатайствовал о назначении одной из своих дочерей фрейлиной двора.
В 1853 году Анна была назначена фрейлиной цесаревны Марии Александровны. Жена наследника престола предпочла некрасивую, серьёзную девушку. Умная, наблюдательная и независимо мыслящая девушка, по-европейски образованная и в то же время русская патриотка, Тютчева становится любимой фрейлиной цесаревны и воспитательницей её младших детей. Неожиданный поворот судьбы определил дальнейший путь Анны Фёдоровны — она стала общественным деятелем.
При дворе многие не терпели её за прямолинейность, с которой Анна отстаивала свои взгляды, за близость её к славянофилам, находили что у неё «скверный характер». Как писал граф С. Д. Шереметев:

«Она играла роль, изрекала, критиковала, направляла и всего больше надоела всем и каждому. Мало-помалу, она теряла свое значение по мере усиления её соперницы А. Н. Мальцовой. Двор ей стал невыносим и она вышла замуж».
В 1866 году Анна Тютчева стала женой И. С. Аксакова и на протяжении всей совместной жизни была его верным соратником и помощником.
С 1853 по 1882 годы она вела дневник, ещё в 1858 году Аксаков посоветовал ей писать воспоминания. Обладая несомненным литературным талантом, давая меткие и острые характеристики, Тютчева создала интересный портрет российских верхов в момент смены двух эпох.
Похоронена в Троице-Сергиевой лавре вместе со своим мужем И. С. Аксаковым.